# Hieracium dentatum
Hieracium dentatum es una especie de planta con flor del género Hieracium, de la familia Asteraceae, orden Asterales.

## Distribución
Hieracium dentatum se distribuye por Austria, Checoslovaquia, Francia, Alemania, Italia, Polonia, Rumania, Suiza, Ucrania y Yugoslavia.

## Taxonomía
Fue descrita científicamente por Hoppe. Fue publicada en J.W.Sturm, Deutschl. Fl. Abbild.